# 阿卡拉薩米語
阿卡拉薩米語是萨米语支中的一门语言，曾经通行在俄罗斯科拉半岛的内陆部分的几个萨米村落里。之前被错误地认为是基尔丁萨米语的方言，但最近被认定为一门单独的萨米语言，跟西边的斯科尔特萨米语关系紧密。
阿卡拉薩米語是東薩米語组中最瀕危的一門語言。2003年12月29日，最後一位可以流利使用阿卡拉薩米語的母语者去世，阿卡拉薩米語宣告灭亡。不過在2011年时仍有至少兩位70歲老人能掌握一点阿卡拉薩米語。余留下来的阿卡拉萨米人居住在一个叫约纳的村庄里。
雖然有音位學資料、一些出版物和保存的錄音，阿卡拉薩米語仍然被視爲記錄最少的一種薩米語。为数不多的文本之一为出版于1897年的新約聖經馬太福音的第23至28节。

俄罗斯境内的萨米语和居住点分布图：
阿卡拉萨米语
A-1 A´kkel (俄语名的拉丁转写：Babinsky，芬兰语地名为：Akkala)
A-2 Ču´kksuâl (俄语名的拉丁转写：Ekostrovsky)
A-3 Sââ´rvesjäu´rr (俄语名的拉丁转写：Girvasozero，芬兰语地名为：Hirvasjärvi)
A-4 约纳 (俄罗斯)